# Campeonato de Peso Completo de The Crash
El Campeonato de Peso Completo de The Crash (The Crash Heavyweight Championship, en inglés) es un campeonato de lucha libre profesional creado y utilizado por la compañía mexicano The Crash. Fue establecido el 7 de noviembre de 2017. El primer campeón es Rey Mysterio quien fue coronado en la función de The Crash celebrado ese mismo día. El campeón actual es DMT Azul, quien se encuentra en su primer reinado.

## Campeones
El Campeonato de Peso Completo de The Crash es el campeonato máximo de la empresa, creado a finales de 2017. El campeón inaugural es Rey Mysterio, quien derrotó a Penta el Zero M, La Máscara y Rush para determinar al primer campeón de dicho empresa en la función de 7 de noviembre de 2017. Desde esto, ha habido 5 distintos campeones oficiales, repartidos en 5 reinados en total. Willie Mack y Austin Theory son los dos luchadores estadounidenses que han ostentado el título.
El reinado más largo en la historia del título le pertenece a Rey Mysterio, quien mantuvo el campeonato por 337 días en su primer reinado. Por otro lado, Austin Theory posee el reinado más corto en la historia del campeonato, con 63 días con el título en su haber.
En cuanto a los días en total como campeón (un acumulado entre la suma de todos los días de los reinados individuales de cada luchador), Rey Mysterio también posee el primer lugar, con 337 días como campeón en su único reinado. Le siguen Rey Horus (203 días en su único reinado), Willie Mack (119 días en su único reinado), y Austin Theory (63 días en su único reinado).

### Campeón actual
El campeón actual es DMT Azul, quien se encuentra en su primer reinado como campeón. Vikingo ganó el campeonato tras derrotar a Blue Demon Jr., EC3 y Matt Taven por título vacante el 5 de mayo de 2023 en The Crash.
Azul todavía no registra hasta el 29 de junio de 2025 las defensas televisadas:

### Lista de campeones
|   | Luchador            | N.º | Fecha                   | Días | Show o evento                | Notas y referencias                                                                            |
| - | ------------------- | --- | ----------------------- | ---- | ---------------------------- | ---------------------------------------------------------------------------------------------- |
| 1 | Rey Mysterio        | 1   | 7 de noviembre de 2017  | 337  | The Crash                    | Fue un Fatal 4-Way, el cual incluyó a Penta el Zero M, La Máscara y Rush.                      |
| — | Vacante             | —   | 7 de octubre de 2018    | —    | —                            | Debido a que Mysterio dejará The Crash, ya que firmó un contrato a tiempo completo con la WWE. |
| 2 | Willie Mack         | 1   | 3 de noviembre de 2018  | 119  | 7th Aniversario de The Crash | Fue un Fatal 4-Way Match, el cual incluyó a El Mesías, Michael Elgin y Bárbaro Cavernario.     |
| 3 | Austin Theory       | 1   | 2 de marzo de 2019      | 63   | The Crash                    | Fue un Fatal 4-Way Match, el cual incluyó a Sansón y Bárbaro Cavernario.                       |
| 4 | Rey Horus           | 1   | 4 de mayo de 2019       | 203  | The Crash                    | Fue un Fatal 4-Way Match, el cual incluyó a Adam Brooks y Maxwell Jacob Friedman.              |
| 5 | Bandido             | 1   | 23 de noviembre de 2019 | 713  | The Crash                    | Fue un Triple Threat Match, el cual incluyó a Marty Scurll.                                    |
| 6 | El Hijo del Vikingo | 1   | 5 de noviembre de 2021  | 133  | The Crash                    | Fue un Fatal 4-Way Match, el cual incluyó a Dragon Lee y Willie Mack.                          |
| — | Vacante             | —   | 18 de marzo de 2022     | —    | —                            | Debido a que Vikingo sufrió una lesión.                                                        |
| 7 | Cinta de Oro        | 1   | 18 de marzo de 2022     | 111  | The Crash                    | Fue un Triple Threat Match, el cual incluyó a Lince Dorado y Penta el Zero M.                  |
| 8 | L.A. Park           | 1   | 2 de julio de 2022      | 302  | The Crash                    | Fue un Fatal 4-Way Match, el cual incluyó a El Texano Jr. y Pierroth Jr..                      |
| — | Vacante             | —   | 5 de mayo de 2023       | —    | —                            | Debido a que Park no pudo defender el título por razones desconocidas.                         |
| 9 | DMT Azul            | 1   | 5 de mayo de 2023       | 786+ | The Crash                    | Fue un Fatal 4-Way Match, el cual incluyó a Blue Demon Jr., EC3 y Matt Taven.                  |

### Total de días con el título
La siguiente lista muestra el total de días que un luchador ha poseído el campeonato si se suman todos los reinados que posee. Actualizado a la fecha del 29 de junio de 2025.
| + | Indica al campeón actual |

| N.º | Campeón             | Reinados | Total de días |
| --- | ------------------- | -------- | ------------- |
| 1   | Bandido             | 1        | 713           |
| 2   | DMT Azul            | 1        | 786+          |
| 3   | Rey Mysterio        | 1        | 337           |
| 4   | L. A. Park          | 1        | 302           |
| 5   | Rey Horus           | 1        | 203           |
| 6   | El Hijo del Vikingo | 1        | 133           |
| 7   | Willie Mack         | 1        | 119           |
| 8   | Cinta de Oro        | 1        | 111           |
| 9   | Austin Theory       | 1        | 63            |